# Manoir du Guen
Le manoir du Guen est situé à Missiriac en France.

## Localisation
Le manoir est situé sur le territoire de la commune de Missiriac, au lieu-dit le Guen, dans le département du Morbihan en région Bretagne.

## Description
Le manoir date du XVIIIe siècle. Édifice de plan en H, à un étage carré, élévation à travées, construit en moellons sans chaîne en pierre de taille de schiste. Toiture recouverte d'ardoises, croupe, noue. 

## Historique
Le manoir date du XVIIIe siècle, les parties agricoles sont plus récentes et remaniées. Le manoir a été bâti sur le territoire d'une ancienne seigneurie ayant appartenu autrefois à la famille Bouczo, puis Castel. Depuis il est la propriété successive des familles Carhiel de la Guichardaye et de la Richerie.
Il est inscrit à l'inventaire général du patrimoine culturel.